# 豐岡藩
豐岡藩（日语：／ Toyooka han */?）是位於日本但馬國城崎郡的一個藩，藩廳位於豐岡城，後來改為豐岡陣屋，藩主是杉原氏及京極氏。

## 歷史
杉原長房雖在關原之戰支持西軍的大名，不過卻因為正室是淺野長政的女兒，領地並未沒收。1611年加封常陸國淺野長政遺領5000石。1653年，因第三代藩主杉原重玄早年病逝，領地被沒收，一時間成為了天領。
1668年田邊藩的京極高盛移封至此藩，建設豐岡陣屋，石高為3萬5千石。1726年，4代藩主高寬在10歲過身，由年僅6歲的弟弟高永繼續，領地縮少為1萬5千石。1871年因廢縣置縣成為豐岡縣，後來為兵庫縣的一部份。

## 藩主

### 杉原家
外樣　20,000石→25,000石→10,000石　（1600年～1653年）
1. 長房
2. 重長
3. 重玄

### 京極家
外樣 35,000石→15,000石　（1668年～1871年）
1. 高盛
2. 高住
3. 高榮
4. 高寬
5. 高永
6. 高品
7. 高有
8. 高行
9. 高厚